# Giuliana Olmosová
Giuliana Marion Olmosová Dicková (nepřechýleně Olmos Dick, * 4. března 1993 Schwarzach im Pongau, Salcbursko), je mexická profesionální tenistka narozená v Rakousku. Ve čtyřhře Monterrey Open 2018 se stala první Mexičankou v otevřené éře tenisu, která si zahrála finále turnaje WTA. Ve své dosavadní kariéře na okruhu WTA Tour vyhrála sedm deblových turnajů. V rámci okruhu ITF získala čtyři tituly ve dvouhře a jedenáct ve čtyřhře.
Na žebříčku WTA byla ve dvouhře nejvýše klasifikována v březnu 2019 na 343. místě a ve čtyřhře pak v dubnu 2023 na 6. místě. Dříve ji trénovali Agustin Moreno a Leonardo Lavalle.
V mexickém fedcupovém týmu debutovala v roce 2010 guayaquilským základním blokem 2. skupiny Americké zóny proti Bermudám, v němž vyhrála nad Jacklyn Lambertovou dvěma „kanáry“. Mexičanky zvítězily 3:0 na zápasy. Do září 2025 v soutěži nastoupila k třiceti mezistátním utkáním s bilancí 7–13 ve dvouhře a 17–7 ve čtyřhře.
V roce 2016 absolvovala Univerzitu Jižní Kalifornie v Los Angeles v hlavním oboru mezinárodní vztahy. Alma mater reprezentovala v klubu Trojans na univerzitním tenisovém okruhu.

## Tenisová kariéra
V rámci událostí okruhu ITF debutovala v dubnu 2008, když na turnaj v mexickém Mazatlánu s dotací 10 tisíc dolarů obdržela divokou kartu. V úvodním kole podlehla Chorvatce Indiře Akikiové ze sedmé světové stovky. První tři singlové tituly v této úrovni tenisu vybojovala během června 2015 na navazujících turnajích v Manzanillu s rozpočtem 10 tisíc dolarů. Premiérovou trofej ITF přidala během ledna 2017 ve Fort-de-France, na turnaji dotovaném 15 tisíci dolary. S Američankou Desirae Krawczykovou ve finále zdolaly Francouzky Saru Cakarevicovou a Emmanuelle Salasovou.
Na okruhu WTA Tour debutovala únorovou čtyřhrou na Abierto Mexicano Telcel 2017 v Acapulku, do níž obdržela s krajankou Renatou Zarazúovou divokou kartu. Na úvod však podlehly čtvrtým nasazeným Ťia-žung Čuangové a Christině McHaleové. V Acapulku si rovněž jako 544. hráčka singlového žebříčku poprvé zahrála kvalifikaci dvouhry, v jejímž prvním kole prohrála s Američankou Bethanií Mattekovou-Sandsovou z druhé světové stovky. Do hlavní singlové soutěže pak premiérově nastoupila o dva roky později na Monterrey Open 2019. V první fázi ji vyřadila Japonka Nao Hibinová až v tiebreaku rozhodující sady.
Do debutového finále na okruhu WTA postoupila po boku Američanky Desirae Krawczykové ve čtyřhře Monterrey Open 2018. Z boje o titul odešly poraženy od britsko-španělské dvojice Naomi Broadyová a Sara Sorribesová Tormová. Stala se však první Mexičankou v otevřené éře tenisu, která si zahrála finále turnaje WTA. Premiérovou trofej vybojovala ve čtyřhře travnatého Nature Valley Open 2019 v Nottinghamu. V závěrečném duelu porazila s Krawczykovou Australanky Ellen Perezovou s Arinou Rodionovovou po dvousetovém průběhu. Druhou trofej přidaly na Abierto Mexicano Telcel 2020 po finálovém vítězství nad ukrajinsko-kanadským párem Kateryna Bondarenková a Sharon Fichmanová a jako vůbec první mexická šampionka ovládla acapulský turnaj.
Debut v hlavní soutěži nejvyšší grandslamové kategorie zaznamenala v ženském deblu Wimbledonu 2018, do něhož nastoupila s Češkou Evou Hrdinovou. V úvodním kole však nenašly recept na pozdější čtvrtfinalistky Alicji Rosolskou a Abigail Spearsovou.

## Finále na Grand Slamu

### Smíšená čtyřhra: 2 (0–2)
| Stav       | rok  | turnaj    | povrch | spoluhráč         | soupeři ve finále                 | výsledek |
| ---------- | ---- | --------- | ------ | ----------------- | --------------------------------- | -------- |
| Finalistka | 2021 | US Open   | tvrdý  | Marcelo Arévalo   | Desirae Krawczyková Joe Salisbury | 5–7, 2–6 |
| Finalistka | 2024 | Wimbledon | tráva  | Santiago González | Jan Zieliński Sie Šu-wej          | 4–6, 2–6 |

## Finále na okruhu WTA Tour

### Čtyřhra: 18 (7–11)
| Legenda                                        |
| ---------------------------------------------- |
| Grand Slam (0)                                 |
| Turnaj mistryň (0)                             |
| Premier Mandatory & Premier 5 / WTA 1000 (2–2) |
| Premier / WTA 500 (1–4)                        |
| International / WTA 250 (4–5)                  |

| Stav       | č.  | datum           | turnaj                     | kategorie     | povrch     | spoluhráčka                 | soupeřky ve finále                                | výsledek              |
| ---------- | --- | --------------- | -------------------------- | ------------- | ---------- | --------------------------- | ------------------------------------------------- | --------------------- |
| Finalistka | 1.  | 8. dubna 2018   | Monterrey, Mexiko          | International | tvrdý      | Desirae Krawczyková         | Naomi Broadyová Sara Sorribes Tormo               | 6–3, 4–6, [8–10]      |
| Finalistka | 2.  | 2. března 2019  | Acapulco, Mexiko           | International | tvrdý      | Desirae Krawczyková         | Viktoria Azarenková Čeng Saj-saj                  | 1–6, 2–6              |
| Vítězka    | 1.  | 16. června 2019 | Nottingham, Velká Británie | International | tráva      | Desirae Krawczyková         | Ellen Perezová Arina Rodionovová                  | 7–6(7–5), 7–5         |
| Finalistka | 3.  | 21. září 2019   | Kanton, Čína               | International | tvrdý      | Alexa Guarachiová           | Pcheng Šuaj Laura Siegemundová                    | 2–6, 1–6              |
| Vítězka    | 2.  | 29. února 2020  | Acapulco, Mexiko           | International | tvrdý      | Desirae Krawczyková         | Kateryna Bondarenková Sharon Fichmanová           | 6–3, 7–6(7–5)         |
| Finalistka | 4.  | 14. března 2021 | Guadalajara, Mexiko        | WTA 250       | tvrdý      | Desirae Krawczyková         | Ellen Perezová Astra Sharmaová                    | 4–6, 4–6              |
| Vítězka    | 3.  | 16. května 2021 | Řím, Itálie                | WTA 1000      | antuka     | Sharon Fichmanová           | Kristina Mladenovicová Markéta Vondroušová        | 4–6, 7–5, [10–5]      |
| Vítězka    | 4.  | 7. května 2022  | Madrid, Španělsko          | WTA 1000      | antuka     | Gabriela Dabrowská          | Desirae Krawczyková Demi Schuursová               | 7–6(7–1), 5–7, [10–7] |
| Finalistka | 5.  | 15. května 2022 | Řím, Itálie                | WTA 1000      | antuka     | Gabriela Dabrowská          | Veronika Kuděrmetovová Anastasija Pavljučenkovová | 6–1, 4–6, [7–10]      |
| Vítězka    | 5.  | 25. září 2022   | Tokio, Japonsko            | WTA 500       | tvrdý      | Gabriela Dabrowská          | Nicole Melichar-Martinezová Ellen Perezová        | 6–4, 6–4              |
| Finalistka | 6.  | 16. října 2022  | San Diego, Spojené státy   | WTA 250       | tvrdý      | Gabriela Dabrowská          | Coco Gauffová Jessica Pegulaová                   | 6–1, 5–7, [4–10]      |
| Finalistka | 7.  | 9. dubna 2023   | Charleston, Spojené státy  | WTA 500       | antuka (z) | Ena Šibaharaová             | Danielle Collinsová Desirae Krawczyková           | 6–0, 4–6, [12–14]     |
| Finalistka | 8.  | 23. dubna 2023  | Stuttgart, Německo         | WTA 500       | antuka (h) | Nicole Melichar-Martinezová | Desirae Krawczyková Demi Schuursová               | 4–6, 1–6              |
| Finalistka | 9.  | 27. května 2023 | Štrasburk, Francie         | WTA 250       | antuka     | Desirae Krawczyková         | Sü I-fan Jang Čao-süan                            | 3–6, 2–6              |
| Finalistka | 10. | 8. října 2023   | Peking, Čína               | WTA 1000      | tvrdý      | Čan Chao-čching             | Sara Sorribesová Tormová Marie Bouzková           | 6–3, 0–6, [4–10]      |
| Vítězka    | 6.  | 13. ledna 2024  | Hobart, Austrálie          | WTA 250       | tvrdý      | Čan Chao-čchin              | Kuo Chan-jü Ťiang Sin-jü                          | 6–3, 6–3              |
| Finalistka | 11. | 24. srpna 2024  | Monterrey, Mexiko          | WTA 500       | tvrdý      | Alexandra Panovová          | Kuo Chan-jü Monica Niculescuová                   | 6–3, 3–6, [4–10]      |
| Vítězka    | 7.  | 2. února 2025   | Singapur                   | WTA 250       | tvrdý      | Desirae Krawczyková         | Wang Sin-jü Čeng Saj-saj                          | 7–5, 6–0              |

## Finále série WTA 125

### Čtyřhra: 2 (0–2)
| Legenda         |
| --------------- |
| WTA 125 (0–2 Č) |

| Stav       | č. | datum              | turnaj                 | povrch | spoluhráčka         | soupeřky ve finále                  | výsledek         |
| ---------- | -- | ------------------ | ---------------------- | ------ | ------------------- | ----------------------------------- | ---------------- |
| Finalistka | 1. | 18. listopadu 2018 | Houston, Spojené státy | tvrdý  | Desirae Krawczyková | Jessica Pegulaová Maegan Manasseová | 6–1, 4–6, [8–10] |
| Finalistka | 2. | březen 2023        | Florencie, Itálie      | antuka | Asia Muhammadová    | Vivian Heisenová Ingrid Neelová     | 6–1, 2–6, [8–10] |

## Tituly na okruhu ITF
| Dotace turnajů okruhu ITF | Dotace turnajů okruhu ITF |
| ------------------------- | ------------------------- |
| 100 000 $ tournaments     | 80 000 $ tournaments      |
| 75 000 $ tournaments      | 60 000 $ tournaments      |
| 50 000 $ tournaments      | 25 000 $ tournaments      |
| 15 000 $ tournaments      | 10 000 $ tournaments      |

### Dvouhra: 5 (4–1)
| Stav       | č. | datum       | turnaj                   | povrch | soupeřka ve finále | výsledek           |
| ---------- | -- | ----------- | ------------------------ | ------ | ------------------ | ------------------ |
| Vítězka    | 1. | červen 2015 | Manzanillo, Mexiko       | tvrdý  | Fernanda Britová   | 4–6, 7–6(7–5), 6–0 |
| Vítězka    | 2. | červen 2015 | Manzanillo, Mexiko       | tvrdý  | Gaia Sanesiová     | 6–1, 6–2           |
| Vítězka    | 3. | červen 2015 | Manzanillo, Mexiko       | tvrdý  | Nazari Urbinová    | 5–7, 6–2, 7–5      |
| Vítězka    | 4. | leden 2017  | Fort-de-France, Martinik | tvrdý  | Monika Kilnarová   | 7–5, 6–1           |
| Finalistka | 1. | leden 2017  | Petit-Bourg, Guadeloupe  | tvrdý  | Majo Hibiová       | 3–6, 0–6           |

### Čtyřhra (11 titulů)
| Č.  | datum             | turnaj                               | povrch | spoluhráčka          | poražené finalistky                       | výsledek         |
| --- | ----------------- | ------------------------------------ | ------ | -------------------- | ----------------------------------------- | ---------------- |
| 1.  | 15. ledna 2017    | Fort-de-France, Francie              | tvrdý  | Desirae Krawczyková  | Sara Cakarevicová Emmanuelle Salasová     | 6–3, 6–2         |
| 2.  | 28. ledna 2017    | Saint Martin, Francie                | tvrdý  | Desirae Krawczyková  | Chayenne Ewijková Rosalie van der Hoeková | 6–1, 6–1         |
| 3.  | 15. dubna 2017    | Irapuato, Mexiko                     | tvrdý  | Desirae Krawczyková  | Ronit Yurovská Marcela Zacaríasová        | 6–1, 6–0         |
| 4.  | 19. května 2017   | Inčchon, Jižní Korea                 | tvrdý  | Desirae Krawczyková  | Choi Ji-hee Kim Na-ri                     | 6–3, 2–6, [10–8] |
| 5.  | 17. června 2017   | Sumter, Spojené státy                | tvrdý  | Kaitlyn Christianová | Ellen Perezová Luisa Stefaniová           | 6–2, 3–6, [10–7] |
| 6.  | 29. července 2017 | Sacramento, Spojené státy            | tvrdý  | Desirae Krawczyková  | Jovana Jakšićová Věra Lapková             | 6–1, 6–2         |
| 7.  | 5. srpna 2017     | Fort Worth, Spojené státy            | tvrdý  | Ellen Perezová       | Miharu Imanišiová Ajaka Okunová           | 6–4, 6–3         |
| 8.  | 1. října 2017     | Templeton, Spojené státy             | tvrdý  | Kaitlyn Christianová | Viktorija Golubicová Amra Sadikovicová    | 7–5, 6–3         |
| 9.  | 27. května 2018   | Les Franqueses del Vallès, Španělsko | tvrdý  | Laura Pigossiová     | Raluca Șerbanová Prandžala Jadlapalliová  | 6–4, 6–4         |
| 10. | 18. srpna 2018    | Vancouver, Kanada                    | tvrdý  | Desirae Krawczyková  | Kateryna Kozlovová Arantxa Rusová         | 6–2, 7–5         |
| 11. | říjen 2021        | Tyler, Spojené státy                 | tvrdý  | Marcela Zacaríasová  | Misaki Doiová Katarzyna Kawaová           | 7–5, 1–6, [10–5] |